# Affligemi apátság
Az affligemi Szent Péter és Pál Apátság (hollandul: Sint-Pieters-en-Paulusabdij Affligem) egy bencés kolostor Belgiumban, amely Brüsszeltől északnyugati irányban 20 kilométerre, Brabant és Flandria határán található. Az 1086-ban felszentelt apátság a Brabanti Hercegség legfőbb apátsága volt, ezért “Primaria Brabantiae” néven is ismert. A hercegi család öt tagja kapott ott végső nyughelyet és békeidőben itt őrizték a hercegség zászlóját is.

## Története

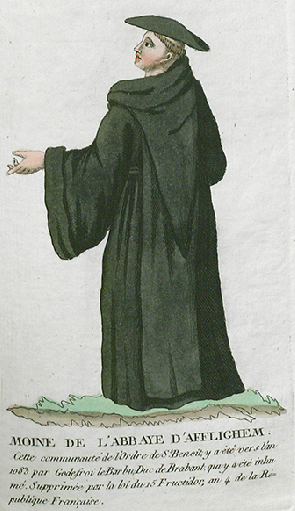
Az affligemi szerzetesek öltözete, 1811

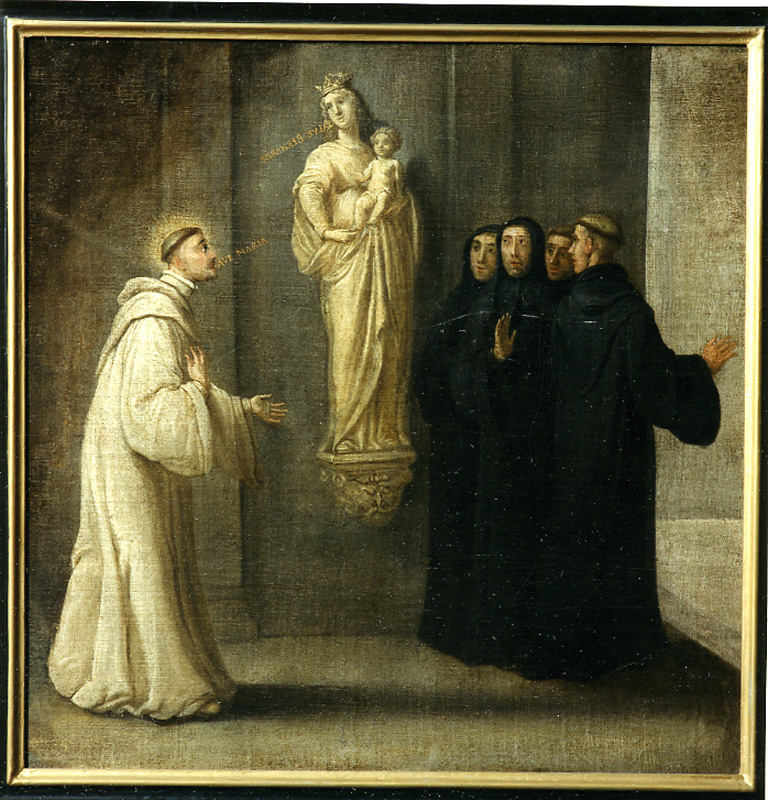
A 18. századi festmény Clairvaux-i Szent Bernát 1146-os látogatását ábrázolja az affligemi apátságban, amikor egy Szűz Mária szobrot köszöntött Ave Maria, amely megfordult és válaszolt neki Salve Bernarde.

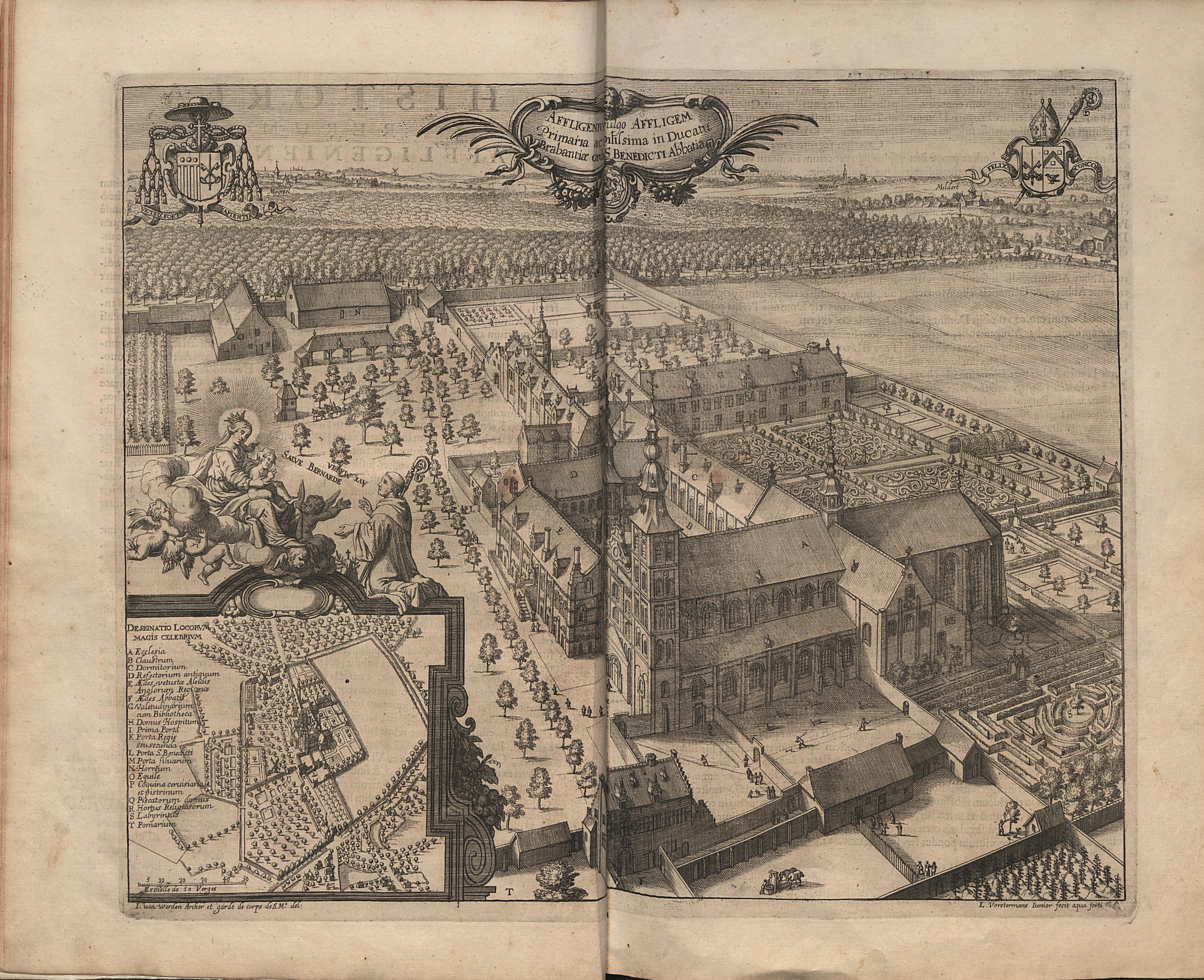
Az affligemi apátság a 17. század közepén (Antonius Sanderus Chorographia Sacra Brabantiae illusztrációja – 1659)

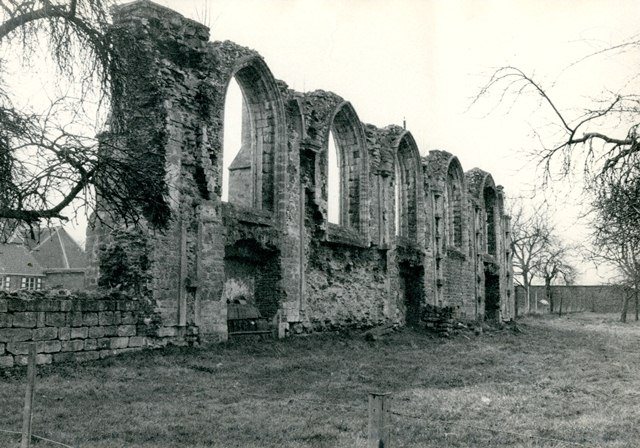
A régi apátsági épület maradványa, 1979

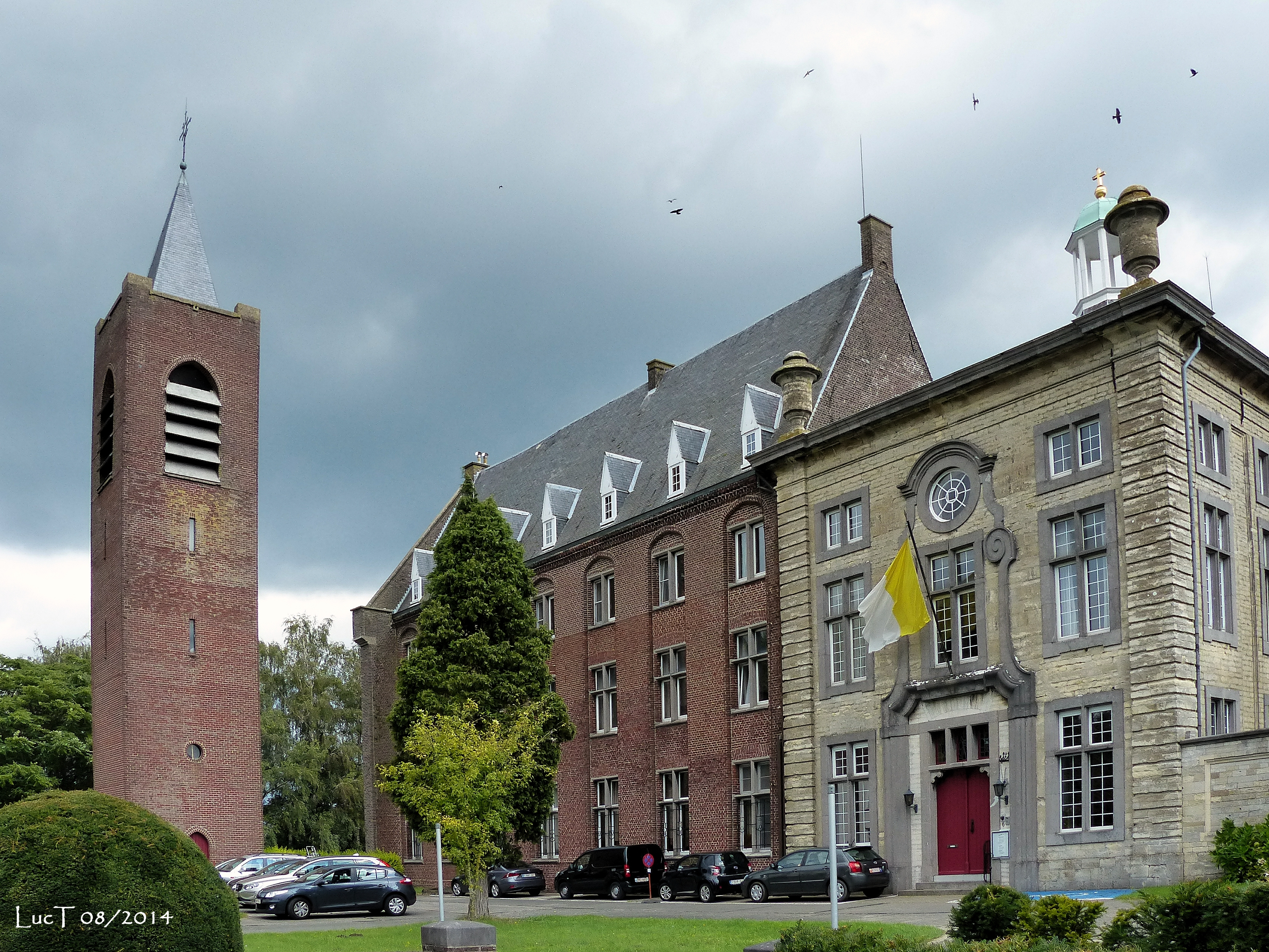
Az apátság 2014-ben

Az apátság hat lovagnak köszönheti létezését, akik egy genti szerzetes prédikációja nyomán megbánták erőszakos életmódjukat és a világtól elvonultan remete testvériséget alapítottak. Így 1062-ben engedélyért fordultak a még kiskorú II. Hermann alsó-lotaringiai palotagrófhoz és gyámjához II. Anno kölni érsekhez, hogy letelepedhessenek birtokán, Affligemben. Ezen a területen állították fel 1083-ban az első apátsági templomot Szent Péter tiszteletére, amely birtokot 1084. március 31-én - IV. Henrik német-római császárrá koronázása napján - a brabanti tartományi gróf formálisan is az apátság alapítására adományozott. Néhány évvel később, 1086-ban III. Henrik leuveni gróf, aki II. Hermann váratlan halála után megörökölte a brabanti tartományi gróf címet és vallásos alapítványokkal támogatta a kereszténység terjedését, további 200 hektár földet adományozott a kolostornak. Ugyanebben az évben a cambrai-i püspök ünnepélyesen is felszentelte az apátságot.
Az Affligemi Apátság alapítási történetének mérföldkövei következők:
- licentia laicorum: II. Anno kölni érsek felhatalmazza a remetéket, hogy gyámgyermeke, a kiskorú II. Hermann alsó-lotaringiai palotagróf allódiumán közösséget alapítsanak (1062. június közepe)
- fundatio: a remete közösség megalapítása 1062. június 28.
- aedificatio: az első Szent Péter-templom alapítása 1083-ban
- donatio Virdunensis: II Hermann alsó-lotaringiai palotagróf, brabanti tartományi gróf birtokadománya a római apátság alapításához 1084. március 31. A melléknév Virdunensis a szabad birtok eredetére utal, amely egykor I. Gozelon alsó-lotaringiai herceg két lányának, Oda és Mathilde van Verdun osztatlan birtoka volt.
- libellus dotis: tanúsítvány III. Henrik leuveni gróf földbirtok adományáról kelt 1086. július 17. és július 31.
- dedicatio: II. Gerard cambrai püspöke ünnepélyesen felszenteli az apátságot 1086. augusztus 24.
- pronuntiatio: a püspöki rendelet kihirdetése a cambrai-i zsinaton 1086. október 16.

## Affligem és az írott kultúra
Az apátság I. Szakállas Gottfried leuveni gróf uralma alatt Németalföld egyik legfontosabb vallási és szellemi központjává fejlődött. Más Brabant apátságok mellett Affligem is sokat tett a korabeli írásos kultúra fejlődéséért. A scriptoriumban aktív másoló munka folyt és az apátság jelentős Cicero, Horatius és Ovidius művekből álló könyvtárral rendelkezett. A szerzetesek Gembloux-i Sigebert világkrónikájának bővítésén is dolgoztak, és Kantimpréi Tamás a tongresi Lutgardis életéről szóló hagiográfiai remekének középkori-holland nyelvű versfordítása is egy affligemi bencés scriptor alkotása.
A Leven van Lutgart a 13. század második felében készült és ma a holland irodalom egyik kanonikus művének tekintik.

## Affligem mint főapátság
Az affligemi szerzetesek 1085-től a Benedek-regula szerint szervezték életüket. Az apátság a 11. és 12. században élte virágkorát és terjeszkedésével további kolostorok és zárdák egész sorának adott mintát Brabantban amelyek eleinte az apátság felügyelete alatt, később – a 12. és 13. századtól – tőle függetlenül működtek. A legjelentősebbek a Vallon-Brabant Neerwaver (1092/1093), Frasnes-lez-Gosselies (1099) és Bornem (1120) priórumok, amelyek mindig is függőek maradtak, valamint a Brugge melletti Szent András-apátság (1100), a Brüsszel melletti Vorst (1105) és Groot-Bijgaarden (1133) monostorok, a Rajna-vidéken található Maria-Laach kolostor (1112 körül), valamint a Leuven melletti Vlierbeek apátság (1125).
1146-ban Clairvaux-i Bernát is meglátogatta Affligemet, amikor a második keresztes hadjáratot hirdette. Az apátságban őrizik a pálcát és a kehelyet is, amelyet Bernát emlékül hagyott. Ott tartózkodása során megpróbálta egyesíteni az apátságot a ciszterciekkel, sikertelenül. Távozásakor állítólag csoda történt, amelyet az Annales abbatum affligemiensiumban (1535-1540) jegyeztek fel: a Szűzanya szobrát szokás szerint "Ave Maria" köszöntéssel tisztelte, majd az kedvesen feléje fordult és viszonozta az üdvözlést "Salve Bernarde" A Mária-szobrot 1580-ban, egy képrombolás során semmisítették meg, de 1606-ban egy mecheleni szobrász egy töredék alapján új változatot készített.
A tizennegyedik században Affligem nemzetközileg nem kevesebb, mint 62 kolostorhoz kapcsolódott imaközösségeken keresztül. Klerikusok és laikusok, nemesek és polgárok versengtek, hogy az apátság jótevői legyenek.
Apátjainak története is lenyűgöző, akik a 15. századtól az önálló rendi államok elöljárói voltak. Jan t'Serjacobs apát († 1429) Brabant kancellárja is lett, és a Leuveni Katolikus Egyetem társalapítójaként ismert. Goswin Herdinck apát († 1493) Maximilian osztrák főherceg követeként tevékenykedett.
1569 és 1801 között az apátságot alapítványként iktatták be az új mecheleni főegyházmegyébe, így az érsekek kerültek az apátság élére. A mecheleni érsekség II. Fülöp spanyol király döntése alapján jött létre, aki egyházi szempontból függetleníteni akarta a Tizenhét Tartományt, ezzel apátságot az érsekség birtokába vonta. Ennek eredményeként Affligem is felelőssé vált az érsekség finanszírozásáért, ami évekig tartó konfliktust okozott Hovius Mátyás érsek és az apátsági közösség között.

### Építéstörténet
Kilencszáz éves fennállása alatt az affligemi apátság sem kerülte el a háborús erőszakot. A folyamatosan gyarapodó közösséget és birtokait a 14. században a brabanti örökösödési háború során kétszer is feldúlták a flamandok. A román stílusú bazilika eredeti öt toronybából három végleg elveszett. 1580-ban Orániai Vilmos csapatai gyújtották fel az apátságot, és a szerzetesek 27 éven át száműzetésben vándoroltak.
A 17. században Benedictus van Haeften († 1648) prépost vezetése alatt a kolostor ismét gyarapodásnak indult. A híres Peter Paul Rubens és Gaspar de Crayer festőket kérte fel hogy szépítsék meg a felújított épületet. Ám a fellendülés csak rövid ideig tartott, mert a század végén az apátságot ismét feldúlták, ezúttal XIV. Lajos seregei .
A komplexum a 18. században újjáéledt a híres építész, Laurent-Benoît Dewez monumentális klasszicista épületeinek köszönhetően. A két négyzetes udvar köré csoportosuló kolostorépületek megújításáról szóló terveit 1768-ban hagyták jóvá. A templom nyugati homlokzatán is módosított, központi elemeként egy hosszú, szimmetrikusan kiterjesztett homlokzati kompozíciót alkotott, a háromszög oromfal alatt két rizalittal. 
Az új építkezés alapkövét 1770-ben tették le és három kolostorépületet feláldoztak a további építkezéshez, ám a francia forradalom kitörésével mindez teljesen összeomlott.

## Üldöztetés a francia forradalom idején és az apátság feloszlatása
A virágzó apátság működését brutálisan leállította a francia forradalom. A szerzeteseket 1796. november 11-én kiűzték az apátságból, az épületeket, ingatlanokat és földeket lefoglalták és eladták. Az épületek nagyrészt romokká váltak, anyagait széthordták és egyes épületelemeit Hekelgemben és környékén hasznosították újra. Mindössze a középkori templom északi oldalának romjai, a Benedek-kapu (a hét kapu egyike) és az 1720 körüli késő barokk bejárati épület maradt meg. 
A régi birtok, amely 1787-ben még 8262 hektár földből és negyven gazdaságból állt, elveszett. Megszűnt a mecenatúra a fennmaradó két prioritás felett és Dél-Hollandia területén elterülő negyvenöt függő egyházi birtok felett. Számos műkincs megsemmisült.
A szerzetesek közel negyven éven át itt-ott szétszórva, a szerzetességen kívül voltak kénytelenek élni. Közösségüket formálisan megtartották és továbbra is rendszeresen megválasztották felettesüket. Ragaus Beda prépost 1808-ban halt meg. Kezdetben Dom Columbanus de Craecker alispán követte, mígnem 1825-ben a szerzetesek Dom Veremundus D'Haenst választották meg új vezetőjüknek, aki a rendtársak beleegyezésével megkezdte a novíciusok visszavételét.

## Restauráció és új épületek
1837-ben szerveződött újjá a kolostori élet és a közösség kezdetben Dendermondéban telepedett le. Affligembe csak 1870-ben sikerült visszatérni, mégpedig a tekintélyes Püspöki Házba, amely a késő barokk épületek utolsó maradványa.
A fallal körülvett bencés apátság nagyrészt neogótikus stílusban épült újjá. 1920 és 1970 között bővítették egy monumentális kolostorral és egy új apátsági templommal. A jelenlegi, folyosó nélküli apátsági templomot Luc Van Den Broeck építész tervezte. A 17-18. századi dísz- és veteményeskertek, gyümölcsösök, tavak és egy temető részben megmaradtak.
2012 óta az apátság a Subiaco-Monte Cassino Kongregációhoz tartozik, amely a legnépesebb a tizenkilenc konföderációs bencés gyülekezet közül.

## Érdekességek
- Az affligemi szerzetesek 1074 óta foglalkoztak sörfőzéssel, így itt működött Belgium egyik legrégebbi apátsági sörfőzdéje. A jelenlegi formájában ismert Affligem sört 1956 óta forgalmazzák, ami jelentős éves bevételt biztosít az apátságnak, bár maga termék Opwijk sörgyárában készül és az Alken-Maes vállalat tagjaként 2008 óta a Heineken csoport része. 2012-ben az apátság fennállásának 950. évfordulója alkalmából új sört dobtak piacra: Affligem 950 Cuvee.
- I. Gottfried leuveni gróf utolsó éveit az affligemi apátságban töltötte, ahol végelgyengülésben halt meg 1139. január 25-én.
- Löweni Adelhaid angol királyné élete utolsó éveit Affligemben töltötte, és ott halt meg 1151-ben.
- Anton Sanders 1657-től dolgozott itt, és 1664-ben halt meg.[6][7]
- II. Fülöp Ágost francia király lánya, Franciaországi Mária brabanti hercegné 1224. augusztus 15-én halt meg, és az apátságban temették el.[8]

## Vezetők

### Apátok 1087-től 1595-ig
| - Fulgentius (1087-1122) - I. Franco (1122-1134) - Albert, vezetéknevén Marianus (1134-1136) - Péter (1136-1149) - Godeschal van Aa (1147-1163 és 1185-1195) - Arnulf (1164-1185) - Kraainem győzelme (1195-1197) - I. Vilmos (1197-1203) - Robert (1203-1227) - II. Vilmos (1227-1242) - János I. Patria (1242-1262) - I. Henrik (1262-1265) - II. Henrik (1265-1309) - III. Vilmos Loef (1309-1311) | - II. János (1311-1313) - Tamás (1313-1334) - John III du Mont (1334-1360 körül) - IV. Woluwei János (kb. 1360-1369) - Amalric Taye (1369-1398) - III. Szent Geuriks Henrik (1398-1413) - Jan V t'Serjacobs (1413-1426) - IV. Asse-i Henrik (1426-1457) - Goswin Herdickx (1457-1493) - William IV Michaels (1493-1518) - Croÿi Vilmos (1518-1521) - Croÿ Károly (1521-1564) - Arnold Motmans (1565-1569) |

### Prépostok 1569-től 1796-ig
Az apátságon belül a mecheleni érsekek által kijelölt világi apátok mellett egy prépost gyakorolta a lelki hatalmat:
| - Petrus Coels (1569-...), majd Vlierbeek apátja - Andreas Coels (...-1575) - Jasper Smets (1575-1577) - Livinus de Muldere (1577-1597) - Willem van der Haegen (1597-1599) - 1599-1602 között betöltetlen - Hubert du Bray (1602-1605) - Judocus Cobbaert (1605-1619) - Benedict (Jacobus) van Haeften (1619-1648) | - Robert (Gillis) Estrix (1648-1664) - Emilien van Hoyvorst (1664-1682) - Rupert (Egidius) Beydael (1682-1685) - Vedastus Van Nuffel (1685-1690) - Romanus (Adriaan) Spruyt (1690-1698) - Odo (Nicolaas) De Craecker (1698-1743) - Radulf (francia) Crucken (1743–1758) - Fulgentius (Joachim) Biebuyck (1758-1763) - Bede Regaus (1763-1796) |

### Felettesek 1801-től 1887-ig
Az apátság 1796-os feloszlatásával a püspök formális tekintélye és a prépost gyakorolta hatalom is megszűnt, 1837-ig a szerzetesek elszórtan éltek. Majd a Dendermonde-i házban szerveződtek újjá.
| - Beda Regaus (1801-1808) - Columbanus de Craecker (1808-1825) - Veremundus D'Haens (1825-1846) - Benedict Van den Brulle (1846-1857) - Ludgerus Knuffmann (1857-1862) | - Augustine Brizard (1862-1868) - Joseph Vael (1868-1870) - Clodoald van Aalst (1870-1877) - Godehard Heigl (1877-1887) |

### Rendes apátok 1887-től napjainkig
1887 óta ismét apát áll az apátság élén.
| - Godehard Heigl (1887-1912) - Benedict Van Schepdael (1912-1951) - Franco II de Wyels (1951-1962) - Jan Goetghebeur (1962-2001) | - Benedikt Verschelden (2001-2008) - Rick De Wit (2008-2014) - Gerard Van Malderen (2014-) |

## Affligem népi misekönyve
1915-ben az apátság kiadta a Volksmisboek en Vesperale-t, amely a liturgiát a latinul nem tudó egyszerű polgárok számára is hozzáférhetővé tette. A holland nyelvű misekönyv 13 kiadást ért meg, amelyeket többek között Jozef Speybrouck illusztrációival bővítettek. Az affligemi misekönyv az 1965-ben bevezetett liturgikus reform után elvesztette hasznosságát - ettől kezdve a miséket holland nyelven celebrálták.

## Fordítás
- Ez a szócikk részben vagy egészben  az   Abdij Affligem című holland Wikipédia-szócikk fordításán alapul.  Az eredeti cikk szerkesztőit annak laptörténete sorolja fel. Ez a jelzés csupán a megfogalmazás eredetét és a szerzői jogokat jelzi, nem szolgál a cikkben szereplő információk forrásmegjelöléseként.